# Humphrey III de Bohun
Pour les articles homonymes, voir Humphrey de Bohun et Bohun.
Onfroy ou Humphrey III de Bohun (né avant 1144 – décembre 1181), est un noble anglo-normand qui sert Henri II comme connétable d'Angleterre à partir de 1164. 

## Origine
Onfroy ou Humphrey III de Bohun est le fils d'Onfroy II de Bohun († 1164/65) et de Marguerite de Hereford, la fille aînée d'un précédent Lord Grand Connétable, Miles de Gloucester († 1143). Il succède dans les fiefs de son père, centrés autour de Trowbridge, le 29 septembre 1165, lorsqu'il reçoit 300 marks de revenu. À partir de 1166, il détient, en héritage de sa mère, Bohun et des terres dans le Wiltshire, après la mort de son père et de ses frères.

## Un fidèle d'HenriII
Comme connétable, Humphrey assiste le roi d'Angleterre lors de la révolte de 1173-1174. En août 1173, il est avec Henri II et l'armée royale à Breteuil sur le continent et, plus tard la même année, avec  Richard de Lucy, ils conduisent le sac de Berwick-upon-Tweed et envahissent le  Lothian pour attaquer Guillaume le Lion, le roi d'Écosse, qui avait pris le parti des rebelles. Humphrey  retourne ensuite en Angleterre et joue un rôle majeur dans la défaite et la capture de Robert III Blanchemains de Beaumont, le comte de Leicester à Fornham. À la fin de 1174, il est de retour sur le continent, où il assiste à la signature du traité de Falaise entre Henri II et Guillaume d'Écosse.
Selon Robert de Torigni, à la fin de 1181 Humphrey rejoint Henri le Jeune à la tête d'une armée contre Philippe d'Alsace, le comte de Flandre, afin d'appuyer Philippe II de France. Humphrey meurt pendant cette campagne. Il est inhumé dans le prieuré de Llanthony Secunda près de Gloucester.

## Union et postérité
À une date inconnue comprise entre février 1171 et Pâques 1175, Humphrey épouse Marguerite de Huntingdon, duchesse de Bretagne, une fille de Henry d'Écosse comte de Northumberland, et veuve depuis 1171 de Conan IV de Bretagne. Par ce mariage, il devient un beau-frère de son ancien adversaire le roi Guillaume d'Écosse.
Avec Marguerite, il a un fils, Henri de Bohun, 1er comte de Hereford, qui, en 1187, est encore mineur sous la garde de la mère d'Humphrey en Angleterre et qui est créé comte de Hereford. Il a été avancé que c'est la veuve d'Humphrey, Marguerite, qui aurait épousé Pedro Manrique de Lara, un noble espagnol, mais aucune preuve tangible ne vient corroborer cette assertion. Selon une autre hypothèse, Humphrey et Marguerite aurait aussi eu une fille, Marguerite, qui aurait épousé Pedro Manrique de Lara.

## Sources
- (en) Cet article est partiellement ou en totalité issu de l’article de Wikipédia en anglais intitulé « Humphrey III de Bohun » (voir la liste des auteurs), édition du 27 mars 2014.
- (en) White Graeme, « Bohun, Humphrey (III) de (b. before 1144, d. 1181) » dans Oxford Dictionary of National Biography, Oxford University Press, 2004, article consulté le 20 décembre 2009.